# Agustin Kola
Agustin Kola (* 10. Mai 1959) ist ein ehemaliger albanischer Fußballnationalspieler.

## Laufbahn
Kola spielte in seiner aktiven Zeit zunächst für SK Tirana. Dort begann er 1980 mit seiner Spielerlaufbahn und blieb bis 1991. Aufgrund seiner guten Leistungen wurde Kola in die albanische Nationalmannschaft berufen, für die er in insgesamt 21 Spielen auflief. 1991 wechselte er nach Griechenland zu Egaleo AO Athen, konnte sich aber dort in einer Saison nicht durchsetzen und kehrte nach Albanien, zum SK Tirana zurück. Dort spielte er bis 1994 und beendete dann seine Laufbahn.
Für seinen Heimatverein SK Tirana übernahm Kola in der Saison 2008/09 den Trainerposten. Seit 2009 ist er Trainer von KF Kamza.

## Erfolge
- Albanischer Meister: 1982, 1985, 1988, 1989
- Albanischer Pokalsieger: 1983, 1984, 1986, 1994